# آرتور لووی
آرتور لووی (انگلیسی: Arthur Lowe؛ ۲۲ سپتامبر ۱۹۱۵ – ۱۵ آوریل ۱۹۸۲) هنرپیشه انگلیسی بود.
از فیلم‌هایی که وی در آن‌ها نقش داشته‌است، می‌توان به ای مرد خوش‌شانس! و اتوبوس سفید اشاره نمود.